# Kormáks saga
La Kormáks saga (che in italiano significa Saga di Kormákr) è una saga degli Islandesi scritta in norreno in Islanda intorno al XIII secolo; sebbene si ritenga che sia tra le più antiche saghe composte, è abbastanza ben conservata. L'editore moderno della Kormáks saga la cui versione è presa da tutti convenzionalmente come standard è l'Íslenzk Fornrít.
La saga narra di Kormákr Ögmundarson, un poeta islandese del X secolo, e di Steingerðr, l'amore della sua vita; nell'opera è conservato un quantitativo significativo di poesia attribuita a Kormákr stesso, la maggior parte della quale canta del suo amore per Steingerðr. L'autore (sconosciuto) si basa chiaramente sulla tradizione orale, e sembra riluttante ad aggiungere o anche semplicemente integrare i diversi aneddoti riportati su Kormákr: spesso non fa altro che contestualizzare lo scenario dei versi del poeta.